# راسموس نيلسن
راسموس نيلسن (بالدنماركية: Rasmus Nielsen)‏ (14 يوليو 1987 بكوبنهاغن في الدنمارك - ) هو مدرب كرة قدم ولاعب كرة قدم دانمركي في مراكز central midfielder ‏ ولاعب ارتكاز ‏ وصانع ألعاب. لعب مع نادي لينغبي وAkademisk Boldklub ‏ ونادي كويه ‏.

## وصلات خارجية
- راسموس نيلسن على موقع قاعدة بيانات كرة القدم.إي يو (الإنجليزية)
- راسموس نيلسن على موقع Soccerway.com (الإنجليزية)